# エンビオマイシン
エンビオマイシン（Enviomycin（INN）、ツベラクチノマイシンN（tuberactinomycin N）とも）は、Streptomyces griseoverticillatus var. tuberacticusから分離された抗生物質である 。結核の治療に使用される。